# Unión Tunecina de la Industria, el Comercio y la Artesanía

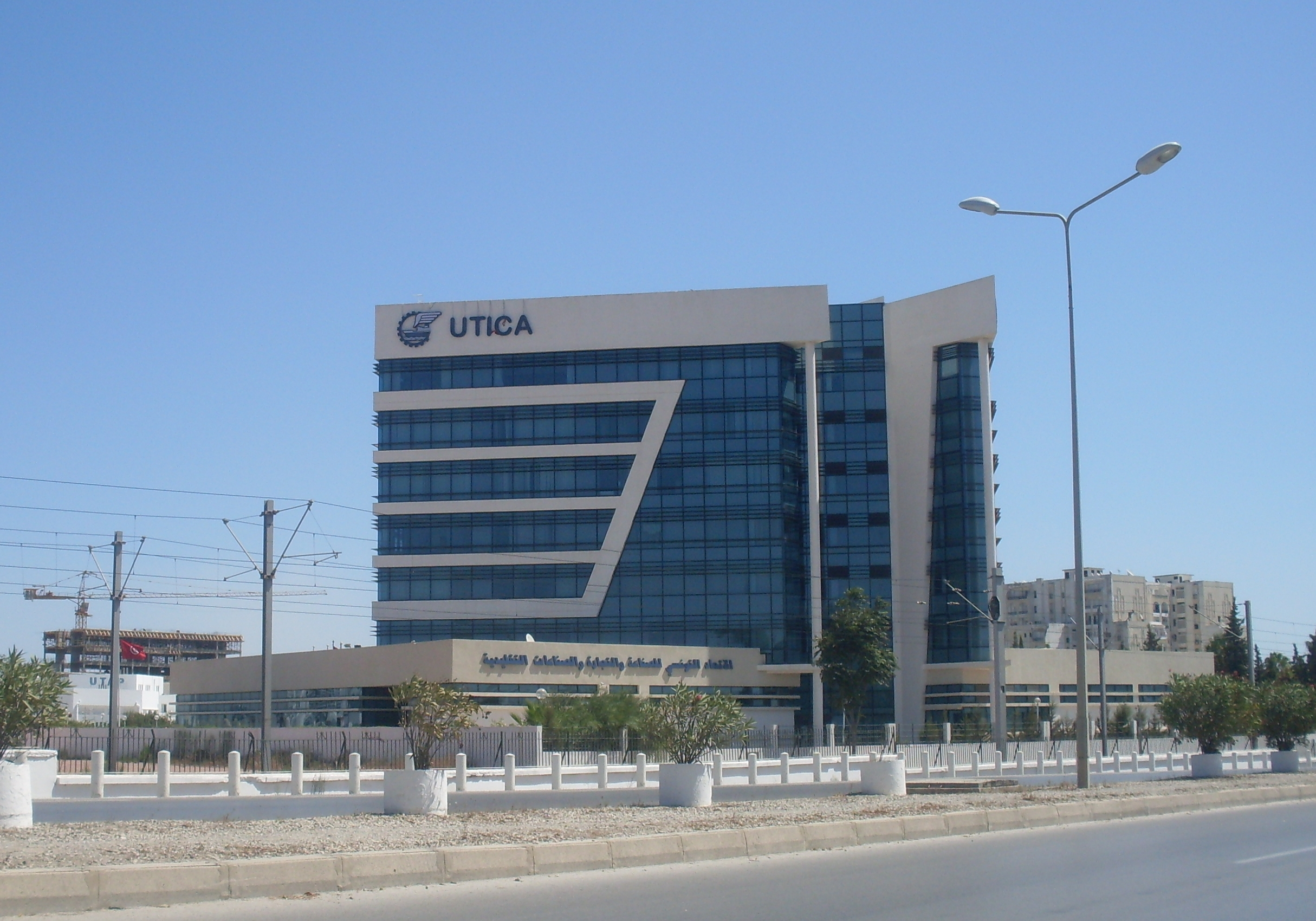
Sede central de la Unión Tunecina de la Industria, el Comercio y la Artresanía en la capital del país.

La Unión Tunecina de la Industria, el Comercio y la Artesanía (UTICA; en árabe: الاتحاد التونسي للصناعة والتجارة والصناعات التقليدية; en francés: Union tunisienne de l'industrie, du commerce et de l'artisanat) es una organización patronal Túnez1tunecina fundada en 1947. Representa a los dirigentes de las empresas de los sectores industrial, comercial y artesanal del país norteafricano. La Unión Tunecina de la Industria, el Comercio y la Artesanía, junto con la Liga Tunecina de los Derechos Humanos, la Unión General Tunecina del Trabajo y la Orden Nacional de Abogados de Túnez, como miembros del denominado Cuarteto de Diálogo Nacional, fue galardonada con el Premio Nobel de la Paz de 2015 por «su contribución decisiva en la construcción de una democracia plural en Túnez después de la Revolución de los Jazmines de 2011».

## Organización
La UTICA representa a cerca de 150 000 empresas privadas de todos los sectores económicos, con excepción del turismo y de los setores bancarios y financieros. La mayoría de estas empresas son pequeñas y medianas La organización cuenta con más de 25 000 responsables sindicales.
La Unión Tunecina coordina y moviliza al conjunto de sus miembros en las diferentes estructuras regionales y profesionales, organizados territorialmente y por sectores. Constituyen así un actor importante de integración y desarrollo económico, tanto en el mercado nacional como en las actividades de comercio internacional.
Su estructura procura a sus miembros una representación sectorial a través de las federaciones y las cámaras sindicales nacionales, pero también facilita y proporciona proximidad geográfica, gracias a la estructura territorial. En total hay diecisiete federaciones nacionales sectoriales, veinticuatro grupos regionales, más de doscientos grupos locales y más de dos mil cámaras nacionales y regionales que cubren todo el territorio geográfico y económico de Túnez.

## Presidentes
- Mohamed Chamem: enero de 1947-abril de 1948;[7]
- Mohamed Ben Abdelkader: abril de 1948-octubre de 1960;[7]
- Ferjani Bel Haj Ammar: octubre de 1960-julio de 1988;
- Hédi Djilani: julio de 1988-enero de 2011;[7]
- Mohamed Ben Sedrine (coordinador general): enero-marzo de 2011;[8]
- Hammadi Ben Sedrine: marzo-mayo de 2011;[9]
- Wided Bouchamaoui: desde mayo de 2011[10]

Hédi Djilani es el suegro de Belhassen Trabelsi, que es el cuñado del depuesto presidente Zine El Abidine Ben Ali (1987-2011) y Sofiane Ben Ali, sobrino de este último e hijo de su hermano Habib. Al desatarse la revolución tunecina de 2011, estos lazos familiares se consideraron incompatibles con sus funciones en la organización patronal, y provocaron la dimisión de los afectados bajo la presión de centenares de empresarios del país.